# فرهادپور
فرهادپور یک نام خانوادگی است و ممکن است به یکی از موارد زیر اشاره داشته باشد:
- لیلی فرهادپور نویسنده، روزنامه‌نگار و فعال حقوق زنان
- مراد فرهادپور (زادهٔ ۱۳۳۷)، فیلسوف، نویسنده، مترجم، روزنامه‌نگار و شاعر ایرانی
- ناصرقلی فرهادپور (زادهٔ ۱۳۰۰)، سیاستمدار ایرانی